# Liste des rois d'Aksoum
Cette liste recense les rois ayant régné sur le Royaume d'Aksoum, entre le Ier et le Xe siècle.

## Rois régnant à l'apogée duroyaume d'Aksoum[1]
| Date de règne       | Nom                                                           | Notes |
| ------------------- | ------------------------------------------------------------- | --- |
| 100                 | Zoskales                                                      | probablement « Za Haqala » d'après la liste des rois                                                       |
| 200                 | GDRT (prononcé « Gadarat » par les historiens)                | Les inscriptions mentionnent le nom de son fils BYGT (prononcé « Beyga » ou « Beygat » par les historiens) |
| 230 - 240           | 'DBH (prononcé « `Azaba » ou « `Adhebah » par les historiens) | Les inscriptions mentionnent le nom de son fils GRMT (prononcé « Girma »)                                  |
| 250                 | Sembrouthes                                                   | |
| 260                 | DTWNS (prononcé « Datawnas »)                                 | Les inscriptions mentionnent le nom de son fils ZQRNS (prononcé « Zaqarnas »)                              |
| 270 - 300           | Endubis                                                       | |
| début IVe siècle    | Aphilas                                                       | |
| début IVe siècle    | Wazeba                                                        | |
| 320                 | Ella-Amida (Ousanas)                                          | |
| vers 330 – vers 356 | Ezana                                                         | |
| 350                 | MHDYS (prononcé « Mehadeyis »)                                | |
| fin IVe siècle      | Ouazebas                                                      | |
| 400                 | Eon                                                           | probablement « Huina » d'après « Le livre des Himyarites »                                                 |
| Ve siècle           | Ebana                                                         | |
| Ve siècle           | Nezool                                                        | aussi appelé « Nezana »                                                                                    |
| 500                 | Ousas, aussi prononcé « Ousana(s) »                           | probablement Tazena, père de Kaleb                                                                         |
| 520                 | Ella Asbeha (Kaleb)                                           | Les traditions nomment son fils Gabra Masqal                                                               |
| mi VIe siècle       | Alla Amidas                                                   | |
| mi VIe siècle       | Wazena                                                        | |
| mi VIe siècle       | W'ZB prononcé « Wa`zeb »                                      | probablement « Ella Gabaz », fils de Kaleb                                                                 |
| mi VIe siècle       | Ioel                                                          | |
| 575                 | Hataz                                                         | identifié à « Iathlia »                                                                                    |
| 577                 | Saifu                                                         | |
| 590                 | Israël                                                        | Les traditions mentionnent aussi un Israël, fils de Kaleb                                                  |
| 600                 | Gersem                                                        | |
| 614                 | Ashama ibn Abjar (Armah)                                      | probablement identique à Sahama                                                                            |
| meurt vers 630      | Sahama                                                        | Les traditions évoquent Ella Tsaham (Illa Ṣaḥām)                                                           |

## Rois ultérieurs
Les rois suivant règnent sur Axoum durant la période 600-900 (dates précises non disponible).
| Nom                | Notes                                                     |
| ------------------ | --------------------------------------------------------- |
| Kwastantinos       | ou « Constantine »                                        |
| Wasan Sagad        | Bazagar ?                                                 |
| Fere Shanay        | ou Fere Shernay                                           |
| 'Adre'az           | ou 'Adre'azar                                             |
| 'Akla Wedem        |                                                           |
| Germa Safar        |                                                           |
| Zergaz             | ou Gergaz                                                 |
| Degna Mikael       |                                                           |
| Bahr Ikela         |                                                           |
| Gum                |                                                           |
| 'Asgwomgum         |                                                           |
| Letem              |                                                           |
| Talatem            |                                                           |
| 'Oda Gosh          | ou 'Oda Sasa                                              |
| 'Ayzur (en)        | qui a régné une demi-journée avant d'être étranglé à mort |
| Dedem              |                                                           |
| Wededem            |                                                           |
| Wedem 'Asfare (en) | règne 150 ans selon la tradition                          |
| 'Armah             |                                                           |
| Degna Djan         | ou Ged'a Djan                                             |
| 'Anbasa Wedem      | fils de Degna Djan                                        |
| Del Na'od          | fils de Degna Djan                                        |